# Kinoko Inu
Kinoko Inu (きのこいぬ?) es una serie de manga japonesa de Kimama Aoboshi. Se publicó en la revista de manga seinen Monthly Comic Ryū de Tokuma Shoten desde julio de 2010 hasta febrero de 2022 y se recopiló en quince volúmenes tankōbon. El manga está licenciado en Norteamérica por Digital Manga Publishing. Una adaptación de la serie de televisión de anime producida por C-Station se emitió de octubre a diciembre de 2024.

## Personajes
Kinokoinu (きのこいぬ?)
 Seiyū: Daiki Kobayashi
Hotaru Yūyami (夕闇 ほたる Yūyami Hotaru?)
 Seiyū: Yūto Uemura
Komako Amano (天野 こまこ Amano Komako?)
 Seiyū: Anna Nagase
Itsuki Yara (矢良 いつき Yara Itsuki?)
 Seiyū: Takuma Terashima
Plum (プラム Puramu?)
 Seiyū: Misaki Kuno
Anzu Uehara (上原 あんず Uehara Anzu?)
 Seiyū: Hinano
Tsubaki Uehara (上原 つばき Uehara Tsubaki?)
 Seiyū: Sayaka Senbongi

## Contenido de la obra

### Manga
Kinoko Inu está escrita por Kimama Aoboshi y se serializó en la revista de manga seinen de Tokuma Shoten, Monthly Comic Ryū, del 17 de julio de 2010 al 28 de febrero de 2022. Sus capítulos se recopilaron en quince volúmenes tankōbon del 13 de octubre de 2011 al 13 de mayo de 2022. 
La serie está licenciada en inglés por Digital Manga Publishing.

### Anime
El 13 de mayo de 2024 se anunció una adaptación televisiva en formato de anime. La serie está producida por C-Station y dirigida por Kagetoshi Asano, con Jin Tanaka a cargo de la composición de la serie, Daisuke Endō diseñando los personajes y Akiyuki Tateyama componiendo la música. El estreno está previsto para el 3 de octubre de 2024 en AT-X y otros canales. El tema de apertura es "Kinokoinu" interpretado por HY, mientras que el tema de cierre es "Heart B-b-beat!!" interpretado por Iberis&. Crunchyroll obtuvo la licencia de la serie fuera de Asia.